# 艾德·格雷
小爱德华·格雷（英語：Edward Gray Jr.，1975年9月27日—），美国NBA联盟职业篮球运动员。他在1997年的NBA选秀中第1轮第22顺位被亚特兰大鹰选中。